# Saturnino de la Fuente García
Saturnino de la Fuente García (León, 11 febbraio 1909 – León, 18 gennaio 2022) è stato un supercentenario spagnolo  che detenne il titolo di decano maschile dell'umanità dal 12 agosto 2021 (quando morì il 113enne portoricano Emilio Flores Márquez) fino al suo stesso decesso, avvenuto 5 mesi dopo, all'età di 112 anni e 341 giorni.

## Biografia
Nacque a León, in Spagna, durante il regno di Alfonso XIII; il suo certificato di nascita dichiarava in realtà che fosse nato il 12 febbraio 1909, anziché il giorno 11. Nel 1933 si sposò con Antonina Bairro Gutiérrez, dalla quale ebbe otto figli, uno dei quali morì durante l'infanzia. Nel 1936 venne scartato dall'arruolamento nella guerra civile spagnola, per via della sua bassa statura (1,50 m), potendosi così dedicare all'attività di calzolaio; fabbricò anche calzature in uso ai soldati spagnoli durante il conflitto civile. Nel 1937 sopravvisse ad un incidente aereo, quando un velivolo della Legione Condor precipitò nel territorio di León. Appassionato di calcio, fondò nel 1927 la squadra locale del C.D. Ponte Castro.
Fu il primo cittadino di León in ordine di tempo a vaccinarsi contro il COVID-19. Al momento della sua morte, avvenuta il 18 gennaio 2022 a meno di un mese dal 113º compleanno, gli sopravvivevano 14 nipoti e 22 pronipoti.